# Yoy jezik
Yoy jezik (dioi, jui, yoi, yooi, yooy; ISO 639-3: yoy), jezik naroda Yoy s obje obale Mekonga, poglavito u tajlandskoj provinciji (changwat) Sakhon Nakhon (สกลนคร) u distriktima Akat Amnuai, Phang Khon i Sawang Daen Din, te u laoskoj provinciji Khammouan. Oko 6 000 govornika u Tajlandu i 1 000 u Laosu
Yoy pripada sjevernotajskim jezicima i široj skupini tai-sek.

## Vanjske poveznice
- Ethnologue (14th)
- Ethnologue (15h)